# Gwiazdy typu AM CVn
Gwiazdy typu AM CVn – układ kataklizmiczny składający się z dwóch białych karłów. Takich układów w naszej galaktyce jest znanych 20. W takim układzie cięższy składnik ściąga materię z lżejszego składnika, tworząc wokół niej dysk akrecyjny. Składnikiem tego dysku jest hel, który potrzebuje bardzo wysokiej temperatury do przejścia ze stanu neutralnego do zjonizowanego. 
W dotychczas znanych układach tego typu obserwuje się stany wysokie i stany niskie, powtarzające się z mniejszą regularnością niż w zwykłych układach kataklizmicznych.